# スポルティーフ
スポルティーフ（スポルティフ、仏: sportif ）は、自転車の種類の一つ。フランス語で「スポーツの」を意味する形容詞 sportif に由来しているが、単体で自転車の種類の呼称としては日本国内でしか通用しないものである（Vélo sportifと言う表現もあるが、単にロードバイクやマウンテンバイクなどのスポーツ自転車を示す言葉であり、本項の自転車も含まれるが、それに限定される言葉ではない。）。

## 歴史と現状
フランスでは第二次世界大戦前から、ディアゴナールまたはブルベと総称される規定距離を規定時間内に走るサイクリングが盛んで、スポルティーフは本来そのための自転車であった。これらのイベントは同時に使用車の美を競うコンクールを併催したため、1つの様式を生むに至った。
日本では1960年頃からオーダー車として製作され始め、1970年代から1980年代前半にかけてサイクリングが盛んだった時期には量産メーカーによって完成車が販売されるようになった。その後、世界的にロードバイクやその派生形がサイクリング愛好者にも広まった。ロードバイクやマウンテンバイクの隆盛とは対照的に、今日ではスポルティーフ完成車の販売は稀になっている。このためフレームオーダーから受け付ける老舗専門店での購入が一般的である。

## 構成
一般的に、日本人にしか通用しない「スポルティーフ」という呼称の自転車は、英国流の「クラブモデル」と混同されている場合が少なくない。そのため、コンペティション仕様をベースに、英仏の様式の違いを区別しないまま以下のような構成をとっている。
- フレーム - クロムモリブデン鋼が使われるが、ロードバイクベースのものではアルミやカーボンも使われる。
- ホイール - タイヤ径はランドナーとは異なり、一般的なロードレーサーと共通の700Cである。
- タイヤ - タイヤ幅は一般的なロードバイクよりやや太めの25mmから28mm程度である。サイズ表記は700×25C、700×28Cとなる。
- ブレーキ - 泥除けを跨ぐアーチの長さが必要とされるためセンタープルブレーキがよく使われる。ロードレーサーはサイドプルのキャリパーブレーキ。
- ハンドル - ドロップハンドル（ロードバイクと同様のマースバー）
- 泥除け
- フロントキャリヤ
- その他 - 変速の操作はダウンチューブシフターを用いることが多い。サドルも伝統的な革サドルを使い、ペダルはロードレーサーやMTBで一般的なビンディング付きペダルではなく、トークリップとトーストラップを使用することが多い。

またランドナーが「フル装備」と呼ばれる、フロントバッグ・前輪サイドバッグ・後輪サイドバッグの全てを装着出来る仕様になっているものがあるのに対し、スポルティーフはフロントバッグのほかサドルバックの装備などが限界になっている。
スポルティーフはフランスの自転車の形式を参考にしているため、フランス製の部品を使うことで雰囲気を楽しむという愛好家もいる。